# Safe from Harm (песня)
«Safe from Harm» («В безопасности») — третий сингл и трек, открывающий альбом Blue Lines, дебют группы Massive Attack в 1991 году, включающий вокал Шары Нельсон и Роберта Дель Ная. Бас, гитара и ударные взяты из песни «Stratus» Билли Кобэма, из его альбома Spectrum (с гитарой Томми Болина). Дополнительные звуки барабанов взяты из композиции «Good Old Music» Funkadelic. Другие семплы взяты из композиции «Chameleon» Херби Хэнкока, а бэк-вокал основан на песне Looking Back 1961 года исполнителя Джонни «Гитары» Уотсона.
Песня «Safe from harm» (ремикс) играет в конце фильма «Свой человек» режиссёра Майкла Манна.

## Список треков
1. «Safe from Harm» (радиоверсия) — 4:28
2. «Safe from Harm» (12" версия) — 6:57
3. «Safe from Harm» (7" версия) — 4:28
4. «Safe from Harm» (ремикс) — 8:09
5. «Safe from Harm» (инструментальная версия) (Стив Смит) — 3:14
6. «Safe from Harm» (инструментальная версия) (Стив Смит) — 3:18

## Чарты и продажи

#### Максимальные позиции
| Чарт (1991)                                                | Макс. позиция |
| ---------------------------------------------------------- | ------------- |
| Австралийский Сингловый Чарт                               | 132           |
| Австрийский Чарт                                           | 23            |
| Голландский Сингловый Чарт                                 | 28            |
| Сингловый Чарт Великобритании                              | 25            |
| Журнал США «Billboard», Современные рок-треки              | 28            |
| Журнал США «Billboard», Танцевальная музыка / Клубный Чарт | 35            |
| Журнал США Billboard Чарт Макси-Синглов, Продажа           | 32            |